# سوزانا زرزی
سوزانا زرزی (انگلیسی: Susanna Zorzi؛ زادهٔ ۱۳ مارس ۱۹۹۲) دوچرخه‌سوار اهل ایتالیا است.